# Natunské ostrovy
Natunské ostrovy (indonésky Kepulauan Natuna) jsou souostrovím 272 ostrovů v jižní části Jihočínského moře, mezi Malajským poloostrovem a ostrovem Borneo. Souostroví patří Indonésii, tvoří kabupaten v rámci provincie ostrovů Riau. Jde o jedno z nejsevernějších území patřících Indonésii. Místní obyvatelé (podle oficiálního sčítání z r. 2010 zhruba 70 tisíc) žijí především z rybolovu a zemědělství. Hlavním městem souostroví je Ranai na ostrově Východní Bunguran (Bunguran Timur). Tamtéž se také nachází letiště.
Nejvyšším bodem souostroví je hora Ranai (1035 m n. m.).
Vzhledem k tomu, že Čína si nově začala nárokovat tuto oblast v rámci své expansivní strategie Linie devíti čar jako budoucí součást svého území, indonéská armáda začala od r. 2014 posilovat vojenskou obranu souostroví, včetně prodloužení letištní plochy na více než 4 km. Na podzim 2014 Indonésie oznámila, že se chystá podat na Čínu ve věci Natunských ostrovů žalobu u Mezinárodního soudního dvora v Haagu.
V oblasti jsou značné zásoby zemního plynu.